# Health (Apple)
Health es una aplicación móvil de informática de la salud, anunciada por Apple Inc. el 2 de junio de 2014, en su Conferencia Mundial de Desarrolladores (WWDC). La aplicación está disponible en dispositivos iPhone y iPod Touch con iOS 8 o posterior. La aplicación contiene datos de salud, como la medición de la presión arterial y los niveles de glucosa, pero también contiene datos de seguimiento físico, como el conteo de pasos. Puede extraer datos de rastreadores de actividad física, relojes inteligentes, básculas inteligentes y otros dispositivos.

## Características
La aplicación Health rastrea y almacena varios datos y métricas de salud, así como registros médicos clínicos para usuarios con aseguradoras u hospitales admitidos que se inscribieron en el programa "Apple Health Records". Los datos se dividen en varias categorías: actividad, medidas corporales, seguimiento de ciclos, audición, corazón, medicamentos, atención plena, movilidad, nutrición, respiración, sueño, síntomas, signos vitales y otros datos. Los usuarios con un Apple Watch conectado tendrán su información de salud del dispositivo automáticamente importada a la aplicación de salud, incluidos sus anillos de actividad, distancias para caminar y correr, vuelos escalados, minutos de atención plena, análisis del sueño, lavado de manos, niveles de ruido ambiental, frecuencia cardíaca, oxígeno en sangre niveles y mediciones de ECG. Los datos de salud también se pueden registrar manualmente o mediante aplicaciones de terceros.
Desde iOS 13, Health ha sido capaz de realizar un seguimiento de la menstruación y la fertilidad, lo que permite a los usuarios registrar sus ciclos de menstruación y recibir predicciones sobre cuándo puede comenzar su próximo período. Con iOS 16, Apple introdujo el registro de medicamentos, que permite a los usuarios realizar un seguimiento de los medicamentos que están tomando y establecer recordatorios sobre cuándo tomarlos, así como alertar a los usuarios sobre posibles interacciones entre medicamentos. Ambas funciones también están disponibles como aplicaciones independientes en dispositivos watchOS.
Los perfiles de "Identificación médica" también se mantienen dentro de la aplicación Health, lo que permite que los socorristas accedan fácilmente a la información médica clave sin la necesidad de desbloquear el dispositivo de alguien. Los usuarios pueden elegir qué mostrar en su identificación médica, como alergias, medicamentos, tipo de sangre, estado del donante de órganos y detalles de contacto de emergencia. A partir de julio de 2016, los usuarios de iOS 10 o posterior en los Estados Unidos pueden registrarse para ser donantes de órganos, ojos y tejidos a través de la aplicación Health.
Inicialmente, la aplicación Health fue criticada por su falta de aplicaciones de terceros compatibles (en su lanzamiento el 17 de septiembre de 2014, junto con iOS 8), seguimiento de glucosa, explicaciones adecuadas de los datos de salud y el rendimiento lento de la aplicación. Finalmente, Apple solucionó estos problemas con actualizaciones. En 2019, la aplicación Health recibió un rediseño como parte de iOS 13, que simplificó la navegación de la aplicación al reemplazar el tablero con una pestaña de resumen y colocar todo lo demás en una pestaña de "exploración", similar a la pestaña anterior de "datos de salud".

## Registros electrónicos de salud
En 2018, se introdujo "Registros de salud" de Apple, que permitió a los usuarios en iOS 11.3 o posterior importar sus registros médicos de su médico u hospital.
El 6 de junio de 2019, Northern Louisiana Medical Center anunció una asociación temprana con Apple para permitir que los registros médicos clínicos se compartan a través de la aplicación. Poco después, Apple comenzó a permitir que los registros de salud electrónicos (EHR) compatibles se autorregistren para el proyecto "Registros de salud". Otras asociaciones en 2019 incluyeron el Centro Médico de la Universidad de Tennessee en Knoxville, el Centro Médico del Sur de Arkansas; Salud del Noroeste de Springdale, Arkansas; Sistema de Salud Bendición de Quincy, Illinois; Salud de Doylestown de Pensilvania; Salud Franciscana; Bayhealth Medical Center de Dover, Delaware y el Departamento de Asuntos de los Veteranos.

## HealthKit API

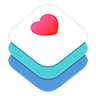
Logotipo de HealthKit

HealthKit es la interfaz de programación de aplicaciones (API) para desarrolladores incluida en el iOS SDK (Software Development Kit) para Mac. Los desarrolladores de software lo utilizan para diseñar aplicaciones que tienen extensibilidad y que pueden interactuar con las aplicaciones de salud y fitness en iOS.
Después del lanzamiento de iOS 8 el 17 de septiembre de 2014, Apple eliminó todas las aplicaciones compatibles con HealthKit de su App Store para corregir un error que causaba problemas de identificación táctil y celular, y luego volvió a lanzar Healthkit, con el lanzamiento de iOS 8.0.2, el 26 de septiembre de 2014.
A partir de febrero de 2017, varios fabricantes además de Apple vendieron hardware habilitado para HealthKit.

### API de ResearchKit y CareKit

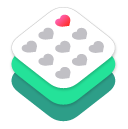
Logotipo del ResearchKit

ResearchKit y CareKit son otros dos marcos de software relacionados con la salud que Apple ha introducido para desarrollar aún más las capacidades de HealthKit, lo que permite a los desarrolladores de software crear aplicaciones para recopilar investigaciones médicas y seguir planes de atención, respectivamente. Ambas API pueden interactuar con la aplicación de salud y facilitar el intercambio de información de salud entre pacientes y médicos.
Apple también presentó una aplicación de investigación independiente para dispositivos iOS y watchOS, que permite a los usuarios ser voluntarios y participar en estudios de investigación a largo plazo realizados por Apple y varios socios de salud.

## Empleados
En julio de 2018, Apple contrató al cardiólogo Alexis Beatty, mientras trabajaba en la integración de Apple Watch y Health. En junio de 2019, el ex director de información de la compañía farmacéutica AstraZeneca, David Smoley, fue contratado como vicepresidente de Apple.
En octubre de 2019, el excardiólogo del Centro Médico de la Universidad de Columbia, David Tsay, se unió a Apple Health.